# Elektrotechnik Automatisierung
Elektrotechnik Automatisierung (eigene Schreibweise: elektrotechnik AUTOMATISIERUNG) ist ein Fachmedium der Automatisierungstechnik für die Fertigungs- und Prozessindustrie sowie für  die Gebäudeautomatisierung und mobile Automation.

## Beschreibung
Die Zeitschrift wurde im Herbst 1918 gegründet. Elektrotechnik Automatisierung erscheint 9 mal jährlich mit einer verbreiteten Auflage von 20.241 Exemplaren in der Vogel Communications Group GmbH & Co. KG. Zusätzlich werden Sonderausgaben publiziert. Die Zeitschrift unterhält Redaktionen in München und Würzburg.
Das Fachmagazin berichtet in Print und Online über die gesamte Wertschöpfungskette der Automatisierungstechnik im Maschinen- und Anlagenbau sowie in weiteren produzierenden Industriezweigen und beleuchtet dabei den kompletten Lebenszyklus der Produkte, Systeme und Lösungen unter Berücksichtigung relevanter Unternehmen bzw. betrieblichen Funktionen.
Dies umfasst die Information über neue Technologien und Dienstleistungen, die Darstellung ihrer Anwendungsmöglichkeiten, Einsatzbedingungen und Verbesserungspotentiale sowie vor allem den n Nutzwert neuer Entwicklungen für die betriebliche Praxis, die damit verbundenen Anforderungen bzw. Veränderungen für den Anwender sowie alle weiteren Aspekte, die den Einsatz von Automatisierungsprozessen beeinflussen.
Auch auf Veränderungen in der Automatisierungstechnik durch Konzepte der Industrie 4.0 und das Internet der Dinge (IoT), die die klassische Automatisierungspyramide auflösen, richtet sich die elektrotechnik Automatisierung thematisch aus.
Darüber hinaus begleitet elektrotechnik Automatisierung die Diskussion über technische Trends und Branchenentwicklungen, liefert dazu Hintergrundinformationen und fördert den Dialog zwischen Anbietern und Automatisierungslösungen und Anwendern aus der Fabrik-, Gebäude- und Prozessautomation.
Leser der elektrotechnik Automatisierung sind Personen oder Einheiten in der Fertigungs- und Prozessindustrie, die automatisierungstechnische Komponenten und Systeme beschaffen und implementieren sowie Lösungen projektieren und realisieren.
Dies sind im Wesentlichen Automatisierungsfachleute aller Industriezweige, Elektroingenieure und -konstrukteure, Planer und Projektierer, Betriebs- und Produktions-Ingenieure, Einkäufer, Investitionsentscheider und Dienstleister sowie das technische Management in der produzierenden Industrie.
Elektrotechnik.vogel.de ist das Fachportal für die o. g. Zielgruppe und präsentiert Fach- und Produktinformationen sowie Neuigkeiten aus der Automatisierungsbranche. Es bietet mit Whitepapers, Webcasts, Webinaren und weiteren Formaten die Verbreitung von Fachinformationen, den Austausch von Wissen über Social Media, die Mikrosegmentierung von Themengebieten sowie Newsletter.
Im Jahr 2008 erschien ein Sonderheft zum 90-jährigen Jubiläum des Fachmagazins über Mega-Citys und Urban Technologies mit dem Titel Die Zukunft gestalten: Antworten über Elektrotechnik.
Im Jahr 2018 erschien ein Sonderheft zum 100-jährigen Jubiläum des Fachmagazins mit einer Zeitreise durch die industrielle Automatisierungstechnik mit dem Titel 100 Jahre für Sie unter Strom.